# Svipdag el Ciego
Svipdag el Ciego era un caudillo vikingo de Suecia, jarl de Tiundaland en el siglo VII según se cita en Heimskringla del escaldo islandés Snorri Sturluson.
Svipdag tenía dos hijos, Gautvid y Hylvid, según la leyenda Gautvid fue testigo del juego entre dos niños, Alf hijo de Ingvar de Fjädrundaland, e Ingjald hijo del rey Anund, cuando este último se vio más débil y derrotado, se enojó y casi se puso a llorar; entonces Gautvid lo llevó a su padre Svipdag que consideró vergonzoso su conducta y para enmendar la presunta debilidad de Ingjald, al día siguiente le dio a comer el corazón asado de un lobo. Desde aquel día, Ingjald se convirtió en un personaje feroz y con mal carácter.
Gautvid y Hylvid, fueron los lugartenientes que acompañaron a Ingjald en la matanza de los reyes suecos, en la residencia de los siete reyes, donde los quemaron vivos a todos dentro. Ambos esperaban en el exterior con un séquito armado y mataban a los que pretendían escapar.
Svipdag el Ciego, y sus hijos Gautvid y Hylvid murieron en combate durante la campaña de conquista que emprendió del infame Ingjald cuando pretendía invadir Södermanland, enfrentándose a la alianza de los reyes Granmar, Högne y Hjörvard que hicieron frente a su ambición territorial.